# ماغنوس جيرنيمير
ماغنوس جيرنيمير (بالسويدية: Magnus Jernemyr) مواليد 18 يوليو 1976 في أوبسالا، هو لاعب كرة يد سويدي. يلعب حاليا مع نادي مندن لكرة اليد ويحمل الرقم 20. مثل منتخب السويد لكرة اليد. شارك في دورة الألعاب الأولمبية الصيفية سنة 2012.

## المسيرة الاحترافية
لعب مع نادي جوج لكرة اليد في الدوري الدنماركي في موسم 2007–2008، ثم انضم إلى نادي برشلونة لكرة اليد في الدوري الإسباني من سنة 2008 إلى 2013، ثم انضم إلى لوجي إتش إف في الدوري السويدي في موسم 2013-2014، ثم لعب مع نادي مندن لكرة اليد في الدوري الألماني في سنة 2014.

## سجل المنافسة
شارك في البطولات التالية:
- بطولة أوروبا لكرة اليد للرجال 2012
- بطولة أوروبا لكرة اليد للرجال 2014
- الألعاب الأولمبية الصيفية 2012

## الميداليات
| الميدالية | المسابقة                       |
| --------- | ------------------------------ |
| فضية      | الألعاب الأولمبية الصيفية 2012 |

## روابط خارجية
- ماغنوس جيرنيمير على موقع الاتحاد الأوروبي لكرة اليد (الإنجليزية)
- ماغنوس جيرنيمير على موقع أوليمبيديا (الإنجليزية)
- ماغنوس جيرنيمير على موقع اللجنة الأولمبية السويدية (السويدية)